# Център за градска мобилност
„Център за градска мобилност“ ЕАД, съкратено ЦГМ, е общинско дружество в София, принадлежащо на Столичната община. Централата на дружеството се намира на адрес бул. „Княгиня Мария Луиза“ № 84.
Създадено е чрез сливането на дружествата „Столична компания за градски транспорт – София“ ЕООД и „Паркинги и гаражи“ ЕАД в началото на 2009 г. То се занимава с:
- организацията и контрола върху дейността на обществения транспорт в София, включващ автобусен, тролейбусен, трамваен транспорт и метрополитен;
- контрола върху транспорта в града;
- изграждане и експлоатация на местата за паркиране в столицата и др.